# Yuen Long
Yuen Long (traditionell kinesiska: 元朗區, pinyin: Yuánlǎng) är ett av Hongkongs 18 administrativa distrikt. Distriktet är en del av huvudområdet Nya territorierna.
Yuen Long har 449 070 invånare på en yta av 138km². 